# Sínodo Diocesano Nivariense
El Sínodo Diocesano Nivariense fue una reunión de carácter irregular del clero y laicos de la Diócesis de San Cristóbal de La Laguna (Islas Canarias, España). Fue el primer Sínodo diocesano de la historia de esta diócesis creada en 1819 por el Papa Pío VII y también llamada Diócesis de Tenerife o Diócesis Nivariense, de ahí el nombre del Sínodo.

## Historia

### Convocatoria
El 15 de agosto de 1995, fiesta de la Virgen de Candelaria (Patrona de las Islas Canarias), el entonces obispo de la diócesis Felipe Fernández García anuncia oficialmente la convocatoria del primer Sínodo diocesano de la historia de la diócesis, siendo acogido con una gran ovación por parte de los fieles congregados en la Plaza de la Basílica de Candelaria.

### Preparación
El 14 de septiembre de ese mismo año, festividad del Santísimo Cristo de La Laguna, se publicó la carta pastoral. Ese día se crea la Comisión Antepreparatoria, formada por 40 personas a las que se les encomienda: Promover el Sínodo, realizar una amplia consulta sobre los temas a tratar y preparar el Estatuto del Sínodo. El lema escogido fue: Renovación, comunión y misión. Durante este tiempo se efectuaron también encuestas a los diocesanos.
El 17 de junio de 1996 se constituye el Consejo de Presidencia, y a principios del mes de julio el obispo decidió los diez temas generales que serían la base de estudio para preparar el Sínodo.

### Apertura y desarrollo del Sínodo
El Sínodo fue oficialmente abierto el 31 de mayo de 1998 (solemnidad de Pentecostés) en la Catedral de San Cristóbal de La Laguna. La noche anterior tuvo lugar en la Iglesia de La Concepción de La Laguna una vigilia de oración presidida por el obispo emérito Damián Iguacen Borau y el propio obispo Felipe Fernández.
A partir de ese momento, la Asamblea Sinodal acomete, a lo largo de varios meses, ocho intensas sesiones. Los principales objetivos que se trataron fueron: La adecuada recepción del Concilio Vaticano II de un modo global y sistemático, la entrada al tercer milenio del nacimiento de Cristo con una renovación espiritual de la diócesis, celebrar por primera vez desde la erección de la diócesis un Sínodo diocesano y dar respuesta adecuada a los profundos cambios sociales, políticos y culturales que repercuten en la vida religiosa. Además se trataron otros temas, tales como la familia, las estructuras diocesanas y la Iglesia y los jóvenes.
Puesto que se trataba de un Sínodo de ámbito diocesano, en él participaron sacerdotes y laicos provenientes de todas las islas que configuran la Diócesis de San Cristóbal de La Laguna, es decir, de las islas de Tenerife, La Palma, La Gomera y El Hierro.

### Constituciones Sinodales
El 2 de febrero de 1999, fiesta litúrgica de la Virgen de Candelaria, el obispo Felipe Fernández García firmó las 846 Constituciones Sinodales en la Basílica de Nuestra Señora de la Candelaria.

### Clausura
El 8 de diciembre de 1999 (festividad de la Inmaculada Concepción) fue clausurado el primer Sínodo Diocesano Nivariense en la Catedral de La Laguna. Ese día por la mañana tiene lugar una jornada con la oración de Laudes en diferentes templos de la ciudad de San Cristóbal de La Laguna: La Parroquia Matriz de La Concepción, la Parroquia de San Juan Bautista, la Parroquia de Santo Domingo de Guzmán y el Convento de Santa Clara de Asís.
Se realiza una solemne procesión desde la Plaza del Adelantado hasta la Santa Iglesia Catedral, presidida por el obispo de la Diócesis Felipe Fernández García, el obispo emérito Damián Iguacen Borau y el Arzobispo de Zaragoza y presidente de la Conferencia Episcopal Española Elías Yanes Álvarez.
Tras esto tuvo lugar la solemne ceremonia de clausura del Sínodo, tras la cual el obispo Felipe Fernández leyó el decreto de clausura y una bendición enviada por el Papa Juan Pablo II.

## Décimo aniversario del Sínodo
En el año 2009 tuvo lugar el décimo aniversario del Sínodo Diocesano Nivariense. Ese año coincidió con el traslado de la Virgen de Candelaria a la ciudad de San Cristóbal de La Laguna, traslado que se realiza cada siete años alternando entre esta ciudad diocesana y la ciudad de Santa Cruz de Tenerife (capital política de la isla de Tenerife, de su provincia y de la Comunidad Autónoma de Canarias, esta última de manera compartida con Las Palmas de Gran Canaria). 
Al coincidir dicho traslado, las celebraciones del décimo aniversario del Sínodo se celebraron con la presencia de la imagen de la Virgen en la capital diocesana. Tuvieron lugar diversos actos religiosos, culturales y lúdicos, por distintos lugares de la ciudad. El acto principal tuvo lugar el 17 de mayo, día en que se celebró una misa solemne y multitudinaria en la Plaza de La Concepción para conmemorar dicha efeméride. El acto estuvo presidido por la imagen de la Patrona de Canarias, la Virgen de Candelaria y fue celebrado por el obispo de la Diócesis Bernardo Álvarez Afonso, con presencia del obispo Felipe Fernández, en su calidad de obispo emérito.
En la actualidad, este Sínodo es considerado como uno de los acontecimientos históricos más importantes de la historia de la Diócesis de San Cristóbal de La Laguna y de la historia de la Iglesia católica en las Islas Canarias.